# Fritz Schider
Fritz Schider (* 13. Februar 1846 in Salzburg; † 15. März 1907 in Basel; gelegentlich auch Fritz Schieder) war ein österreichischer Maler und Radierer.

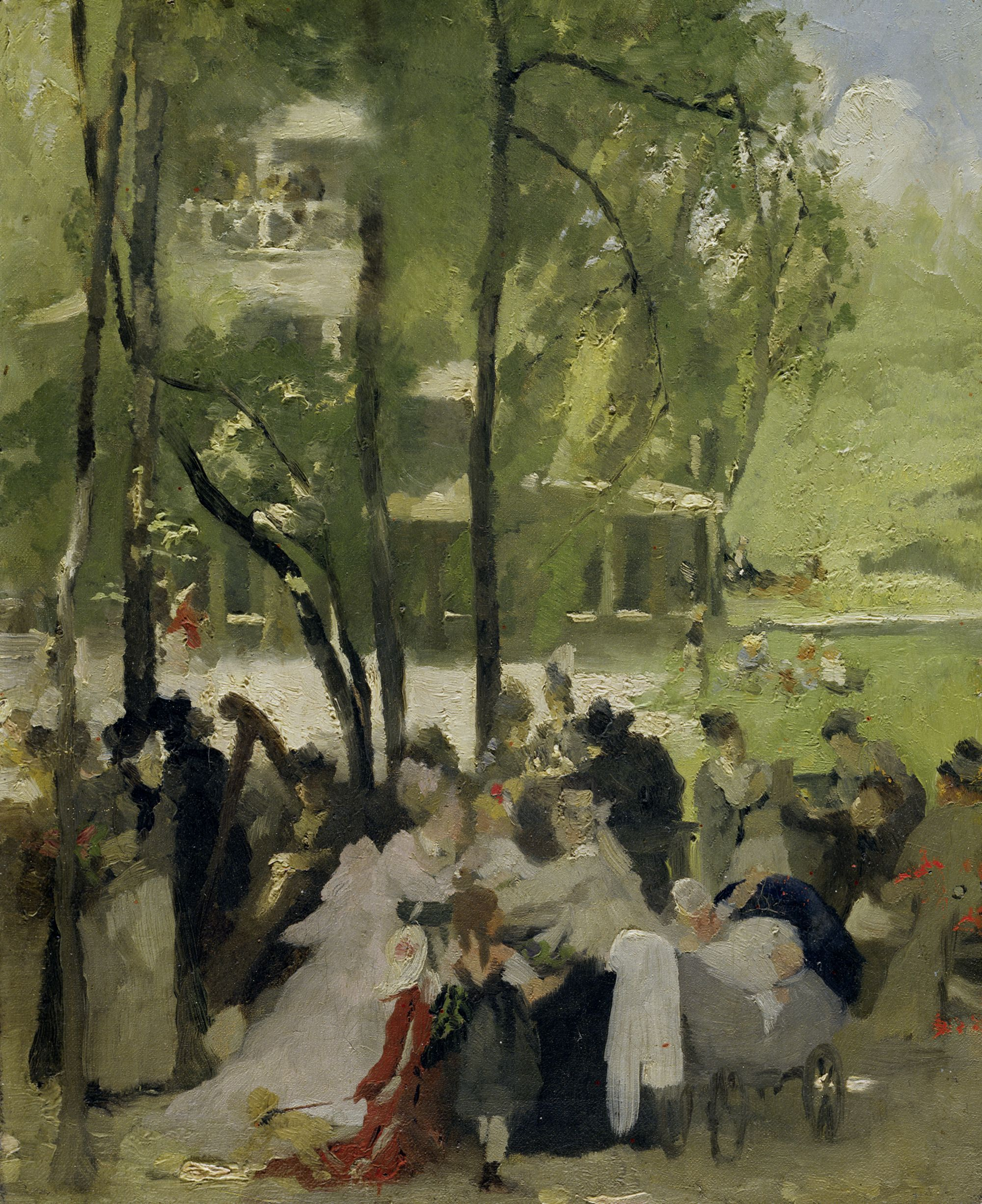
Der Chinesische Turm in München (1873)

## Leben
Fritz Schider wurde 1846 in Salzburg als Sohn eines mittelständischen Fabrikanten geboren. Weil der Vater einer künstlerischen Laufbahn des Sohnes ablehnend gegenüberstand, schrieb sich Schider an der Bergakademie Leoben ein. 1865 immatrikulierte er sich motiviert von seinem Freund Hans Makart an der Kaiserlich-königlichen Akademie der vereinigten bildenden Künste Wien ein und wechselte im Dezember 1866 an die Königliche Kunstakademie München. Von 1868 bis 1873 studierte er bei Alexander von Wagner und Arthur von Ramberg.

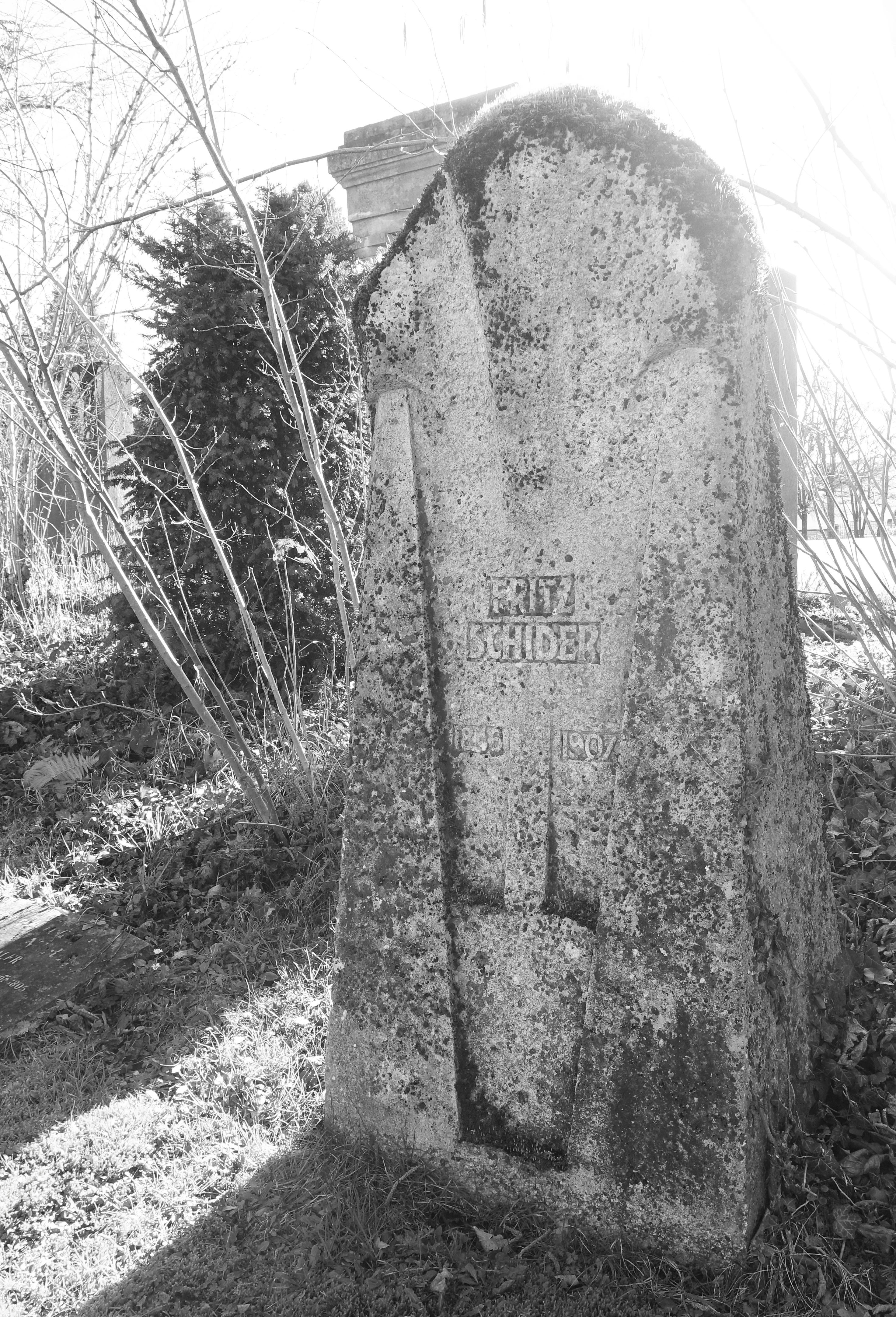
Fritz Schider, Grab auf dem Friedhof Wolfgottesacker

In München wurde er durch Wilhelm Leibl beeinflusst und schloss sich dem Leibl-Kreis an. Neben Leibl bewunderte Schider auch Theodor Alt und besonders auch die frühen Werke von Albert von Keller. Im Jahr 1873 stellte Schider sein Bild Der chinesische Turm von München fertig, das heute als eines seiner Hauptwerke gilt.
1876 nahm Schider einen Ruf der Gesellschaft zur Beförderung des Guten und Gemeinnützigen in Basel an und lehrte fortan als Dozent an der gesellschaftseigenen Zeichen- und Modellierschule. In Basel wurden u. a. Burkhard Mangold, Wilhelm Balmer, Max Buri, Numa Donzé, Max Leu, Carl Burckhardt und Fritz Voellmy  seine Schüler. Schider war Mitarbeiter von Julius Kollmann und half diesem, die Plastische Anatomie für Künstler herzustellen. Selbst erstellte Schider einen großen Anatomieatlas mit dem Titel Plastisch-anatomische Studien für Akademien, Kunstgewerbeschulen und zum Selbstunterricht, der im Zeitraum von 1891 bis 1894 erschien.
1895 erhielt er das Bürgerrecht in Basel. Für seine wissenschaftlichen Leistungen wurde er 1896 mit dem Titel eines Ehrendoktors der Medizinischen Fakultät der Universität Basel ausgezeichnet.
Im Jahr 1877 heiratete Schider Regina Sophie Karoline „Lina“ Kirchdorffer (1854–1927), eine Nichte seines Kollegen Leibl. Ein Ölbild seiner Ehefrau, das sie lebensgroß in einem Sessel sitzend in der Tracht des Markgräflerlandes zeigt, befindet sich heute im Besitz der Residenzgalerie Salzburg. Der Geologe Rudolf Schider (1889–1961) war sein Sohn.
1904 erschien in der schweizerische Illustrierte Zeitschriftein ein Artikel von Adolf Vögtlin über Schniders Leben und Werk. 1907 wurde Albrecht Mayer sein Nachfolger an der Gewerbeschule.
Fritz Schider starb im Alter von 61 Jahren in Basel und fand seine letzte Ruhestätte auf dem Friedhof Wolfgottesacker.

## Werk
Fritz Schiders malerisches und zeichnerisches Werk umfasst Landschaften, Interieurs, Stillleben, Genreszenen und Porträts. Sein malerisches Œuvre ist geprägt von einer weichen, tonigen, aufgelockerten Malerei in skizzenhafter Manier. Dem Licht kommt dabei als Ausdrucksmittel eine große Bedeutung zu, Gegenständliches tritt zurück und löst sich auf. Seine Freilichtbilder der 1870er Jahre zählen zu den fortschrittlichsten Errungenschaften in der Münchner Malerei jener Zeit. Seine 1873 entstandenen Varianten zum Chinesischen Turm in München sind von einer atmosphärischen Stimmung geprägt mit der sich Schider dem Impressionismus annähert. Die Basler Zeit war dann geprägt von der Lehrtätigkeit, sodass Schider hier weniger Herausragendes schuf. Mit der Hinwendung zur wissenschaftlich-anatomischen Illustration ging auch eine Präzisierung der malerischen Werke einher, die zu einer zunehmenden realistischer Auffassung und Detailgenauigkeit führten. Erst längere Aufenthalte in Italien gegen Ende der 1890er Jahre kehrte die Stil der Münchner Jahre zurück.